# ハンティ駅
ハンティ駅（ハンティえき）は大韓民国ソウル特別市江南区大峙洞にある、韓国鉄道公社（KORAIL）水仁・盆唐線の駅。駅番号はK216。

## 歴史
- 2003年9月3日 - 鉄道庁（当時）盆唐線・宣陵 - 水西間の開通とともに開業。
- 2005年1月1日 - 鉄道庁が韓国鉄道公社に改組される。
- 2013年11月30日 - 急行の運行開始とともに急行停車駅になる。
- 2020年 9月12日 - 水仁線の水原延伸により路線名が盆唐線から水仁・盆唐線に変更。

### 駅名の由来
開業前の仮称は「永東（ヨンドン）駅」（영동역）だったが、京釜線永同駅（忠清北道永同郡）と同音となることから、所在地の大峙洞を固有語に置き換えた「ハンティ、大峙/한티」に変更された。

## 駅構造

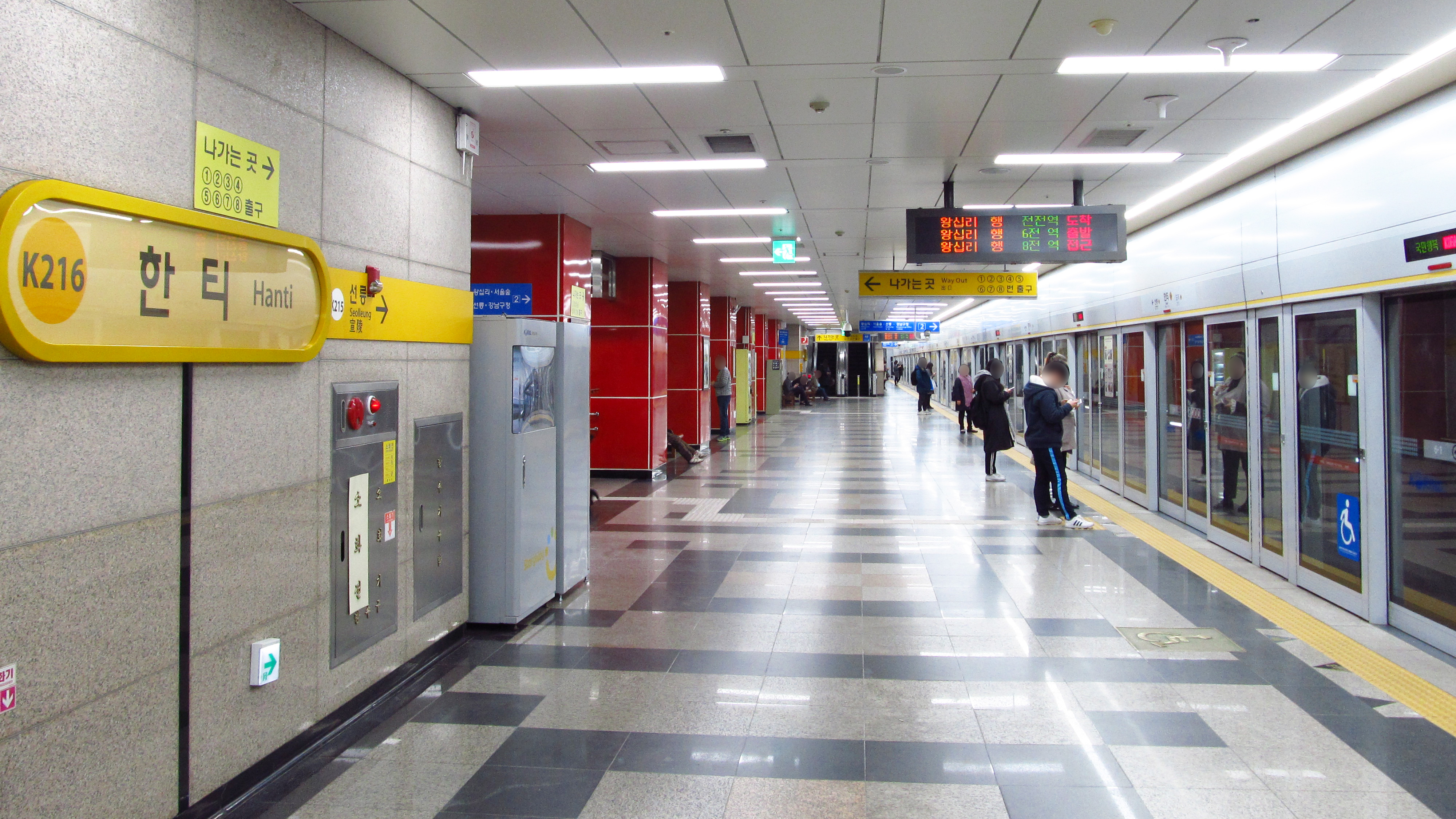
ホーム（2018年11月21日）

相対式ホーム2面2線を有する地下駅で、エレベーター・エスカレーター・ホームドア設置駅。出口は8ヶ所ある。

### のりば
※案内上ののりば番号は設定されていない。
| 上り | 水仁・盆唐線 | 宣陵・江南区庁・往十里方面 |
| 下り | 水仁・盆唐線 | 牡丹・竹田・水原・仁川方面 |

## 利用状況
近年の一日平均利用人員推移は下記のとおり。なお、2003年は開業日の9月3日から12月31日までの120日間の平均である。
| 路線         | 路線     | 2000年 | 2001年 | 2002年 | 2003年 | 2004年 | 2005年 | 2006年 | 2007年 | 2008年 | 2009年 | 備考  |
| ------------ | -------- | ------ | ------ | ------ | ------ | ------ | ------ | ------ | ------ | ------ | ------ | ----- |
| 水仁・盆唐線 | 乗車人員 | 未開業 | 未開業 | 未開業 | 2,035  | 6,333  | 6,794  | 8,117  | 8,461  | 8,355  | 8,366  | [ 2 ] |
| 水仁・盆唐線 | 降車人員 | 未開業 | 未開業 | 未開業 | 1,982  | 6,522  | 7,480  | 8,844  | 9,274  | 9,202  | 9,198  | [ 2 ] |
| 路線         | 路線     | 2010年 | 2011年 | 2012年 | 2013年 | 2014年 | 2015年 | 2016年 | 2017年 | 2018年 | 2019年 | 備考  |
| 水仁・盆唐線 | 乗車人員 | 8,882  | 8,930  | 9,437  | 12,392 | 13,220 | 13,653 | 14,157 | 14,196 | 14,515 | 14,940 | [ 2 ] |
| 水仁・盆唐線 | 降車人員 | 9,669  | 9,836  | 10,164 | 13,069 | 13,898 | 14,332 | 14,829 | 14,908 | 15,222 | 15,674 | [ 2 ] |
| 路線         | 路線     | 2020年 |        |        |        |        |        |        |        |        |        |       |
| 水仁・盆唐線 | 乗車人員 | 11,073 |        |        |        |        |        |        |        |        |        |       |
| 水仁・盆唐線 | 降車人員 | 11,618 |        |        |        |        |        |        |        |        |        |       |

## 駅周辺
- ロッテ百貨店 江南店
- 大峙4洞郵便取扱所
- ソウル道谷初等学校（朝鮮語版）
- 大峙4洞住民センター
- 檀国大学校師範大学附属中学校（朝鮮語版）
- 檀国大学校師範大学附属高等学校（朝鮮語版）
- 檀国工業高等学校（朝鮮語版）
- 大峙1洞住民センター
- 大峙1治安センター
- 大道初等学校
- 道谷2洞
- 江南セブランス病院
- 道谷公園
- 駅三中学校（朝鮮語版）
- 駅三2洞住民センター
- 道成初等学校（朝鮮語版）
- 道谷REXLE

## 隣の駅
韓国鉄道公社
 水仁・盆唐線
急行・緩行
宣陵駅 (K215) - ハンティ駅 (K216) - 道谷駅 (K217)